# Olympische Jugend-Sommerspiele 2014/Teilnehmer (Belarus)
| Gelbes Symbol für Goldmedaillen mit stilisierten Olympischen Ringen | Graues Symbol für Silbermedaillen mit stilisierten Olympischen Ringen | Braundes Symbol für Bronzemedaillen mit stilisierten Olympischen Ringen |
| ------------------------------------------------------------------- | --------------------------------------------------------------------- | ----------------------------------------------------------------------- |
| 4                                                                   | 3                                                                     | —                                                                       |

Die Jugend-Olympiamannschaft aus Belarus für die II. Olympischen Jugend-Sommerspiele vom 16. bis 28. August 2014 in Nanjing (Volksrepublik China) bestand aus 34 Athleten.

## Athleten nach Sportarten

### Bogenschießen
| Mädchen - Sviatlana Kazanskaya Einzel: 17. Platz Mixed: 7. Platz (mit Han Yun-chien Chinesisch Taipeh) | Jungen - Aliaksei Dubrova Einzel: 17. Platz Mixed: 9. Platz (mit Bryony Pitman Vereinigtes Königreich) |

### Boxen
Jungen
- Ilyas Adzinayeu
Weltergewicht: 4. Platz
- Maksim Kazlou
Schwergewicht: 6. Platz

### Judo
| Mädchen - Uliana Minenkova Klasse bis 52 kg: 9. Platz Mixed: 9. Platz (im Team Tani) | Jungen - Dzmitry Minkou Klasse bis 66 kg: 9. Platz Mixed: Silber (im Team Geesink) |

### Kanu
| Mädchen - Kamila Bobr Kanu-Einer Sprint: Gold Kanu-Einer Slalom: DNF (Vorlauf) | Jungen - Stanislau Daineka Kajak-Einer Sprint: Gold Kajak-Einer Slalom: DNF (Vorlauf) |

### Leichtathletik
| Mädchen - Elwira Herman 100 m Hürden: Silber 8 × 100 m Mixed: 10. Platz - Natallia Malchanava 5 km Gehen: 15. Platz - Hanna Shpak Stabhochsprung: 4. Platz 8 × 100 m Mixed: 38. Platz - Maryia Litvinka Hammerwurf: 7. Platz 8 × 100 m Mixed: 25. Platz - Hanna Tarasjuk Speerwurf: Gold 8 × 100 m Mixed: 32. Platz | Jungen - Waleryj Isotau Speerwurf: 5. Platz 8 × 100 m Mixed: 19. Platz |

### Moderner Fünfkampf
| Mädchen - Iryna Prasiantsova Einzel: 12. Platz Mixed: 8. Platz (mit Artyom Drobotov Kasachstan) | Jungen - Mikita Harnastaeu Einzel: 18. Platz Mixed: 18. Platz (mit Haydy Adil Ägypten) |

### Radsport
- Mixed: 17. Platz

| Mädchen - Marta Sachanka - Hanna Simakovich Kombination: 24. Platz | Jungen - Anton Ivashkin - Dzmitry Zhyhunou Kombination: 23. Platz |

### Rhythmische Sportgymnastik
Mädchen
- Maryia Trubach
Einzel: Silber

### Ringen
Mädchen
- Ina Roik
Freistil bis 46 kg: 7. Platz

### Rudern
Mädchen
- Krystsina Staraselets
Einer: Gold

### Schießen
Mädchen
- Marharyta Ramanchuk
Luftpistole 10 m: 12. Platz
Mixed: 19. Platz (mit Jettakan Chokkaeo  Thailand)

### Schwimmen
| Mädchen - Katsiaryna Afanasyeva 50 m Rücken: 20. Platz 100 m Rücken: 25. Platz - Alina Zmushka 50 m Brust: 17. Platz 100 m Brust: 14. Platz | Jungen - Stanislau Pazdzeyeu 50 m Brust: 12. Platz 100 m Brust: 9. Platz - Jauhen Kawaljou 50 m Brust: 16. Platz 100 m Brust: 12. Platz |

### Tennis
Mädchen
- Iryna Schymanowitsch
Einzel: Silber 
Doppel: Gold  (mit Anhelina Kalinina  Ukraine)
Mixed: 1. Runde (mit Petros Chrysochos  Zypern)

### Trampolinturnen
Jungen
- Artsiom Zhuk
Einzel: 5. Platz

### Turnen
| Mädchen - Natallia Yakubava Einzelmehrkampf: 17. Platz Schwebebalken: 5. Platz | Jungen - Illia Yakauleu Einzelmehrkampf: 27. Platz Ringe: 6. Platz |

### Wasserspringen
| Mädchen - Katsiaryna Fitsner Turmspringen: 10. Platz | Jungen - Juryj Naurosau Kunstspringen: 8. Platz |